# Algestrup (Køge Kommune)
 For alternative betydninger, se Algestrup. (Se også artikler, som begynder med Algestrup)
Algestrup er en lille stationsby lidt vest for Sydmotorvejen mellem Køge og Haslev på Østsjælland med 951 indbyggere  (2025). Byen tilhører Sædder Sogn, Køge Kommune, Region Sjælland.
Tureby Station på jernbanen Lille Syd er beliggende i den sydlige del af byen.
Byens vandværk blev i 2025 udsat for et hackerangreb af den russiske hackergruppe Z-Pantest